# مورتون هيلبرت
مورتون هيلبرت (بالإنجليزية: Morton Hilbert)‏ هو أكاديمي أمريكي، ولد في 3 يناير 1917، وتوفي في 24 ديسمبر 1998.